# 海蘭鎮區 (明尼蘇達州密爾湖縣)
海蘭鎮區（英語：Hayland Township）是位於美國明尼蘇達州密爾湖縣的一個行政鎮區。

## 地方資料
海蘭鎮區的面積為93.14平方千米，當中陸地面積為92.93平方千米，而水域面積為0.21平方千米。根據2020年美國人口普查的數據，當地共有人口522人，而人口密度為每平方千米5.6人。